# Makedonivka, Lutuhîne
Makedonivka (în ucraineană Македонівка) este un sat în comuna Kameanka din raionul Lutuhîne, regiunea Luhansk, Ucraina.

## Demografie
Componența lingvistică a localității Makedonivka
     Ucraineană (84,97%)
     Rusă (14,52%)
     Alte limbi (0,17%)
Conform recensământului din 2001, majoritatea populației localității Makedonivka era vorbitoare de ucraineană (84,97%), existând în minoritate și vorbitori de rusă (14,52%).